# Deklination (astronomi)

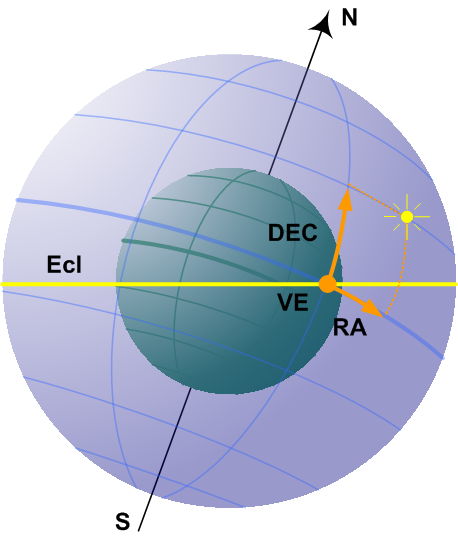
Ett himmelsobjekts deklination (DEC) och rektascension (RA); VE är skärningspunkten mellan ekliptikan och himmelsekvatorn.

Deklination (latin declinatio, av declinare, "böja"), betecknas: δ är en av två vinkelkoordinater för lägesbestämning av ett himmelsobjekt (stjärna, planet, satellit osv.) på himmelssfären i det ekvatoriella koordinatsystemet. Den andra koordinaten är rektascension. 
Deklinationen mäts i rät vinkel mot himmelsekvatorn och anges med 0° till 90° norr om och 0° till -90° söder om himmelsekvatorn. Man anger alltså koordinater på den norra stjärnhimlen som positiva och de på den södra stjärnhimlen som negativa. Deklination används för lägesbestämning på himmelssfären analogt med hur latitud används för jordytan. Deklination anges vanligtvis i grader (°), bågminuter (') och bågsekunder (").